# Danh sách phi công đạt cấp ách trong Chiến tranh Việt Nam
Đây là danh sách các phi công của cả Không quân Nhân dân Việt Nam và Không quân Hoa Kỳ trong Chiến tranh Việt Nam đạt được cấp ách (ace)—danh hiệu cho các phi công quân sự bắn hạ được từ 5 máy bay của đối phương trở lên từ Chiến tranh thế giới thứ nhất. Đa số các phi công ách đều là người thuộc Không quân Nhân dân Việt Nam, ngoài ra có 5 phi công là của Hoa Kỳ.
Danh sách gồm 19 phi công Việt Nam, 5 phi công Mỹ (cùng với 3 sĩ quan kiểm soát hệ thống vũ khí hoặc thuộc WSO).
Về phía Liên Xô, một số nguồn từ Mỹ cho rằng Vadim Petrovich Shcherbakov là 1 phi công ace. Theo một báo cáo ngoại giao Hoa Kỳ ngày 23 tháng 4 năm 1993 về vấn đề tìm kiếm quân nhân mất tích và tù nhân chiến tranh trong thời kỳ chiến tranh lạnh (POW/MIA) của phái đoàn liên hiệp Nga–Mỹ làm việc tại Cộng hòa Liên bang Nga, có một dòng nói về Shcherbakov. Theo tài liệu này, Thượng úy Vadim Petrovich Shchbakov là cố vấn quân sự cho Không quân Việt Nam từ năm 1966. Ông tham chiến 10 trận, bắn hạ 6 máy bay đối phương. Trong hồ sơ có 1 bức ảnh của ông đề tháng 5/1991 (bản báo cáo không chụp lại ảnh). Ngoài thông tin ít ỏi duy nhất do phía Mỹ đưa ra, không còn thông tin gì khác về phi công này. Cũng không có tài liệu nào của cả Việt Nam và Liên Xô về phi công này và hoạt động của ông tại Việt Nam. Về sau, người ra khám phá ra rằng do nhầm lẫn dịch thuật nên tài liệu phía Mỹ đã tưởng rằng Shcherbakov là phi công, trong khi thực ra ông là sĩ quan điều khiển tên lửa phòng không SA-2.
| Tên                                  | Quốc gia | Lực lượng phục vụ            | Số máy bay tiêu diệt                                                                          | Điều khiển loại máy bay |
| ------------------------------------ | -------- | ---------------------------- | --------------------------------------------------------------------------------------------- | ----------------------- |
| Nguyễn Văn Cốc                       | Việt Nam | Không quân Nhân dân Việt Nam | 11 (3 F-4, 5 F-105, 1 F-102, 2 UAV tầng cao AQM-34A)                                          | MiG-21                  |
| Mai Văn Cương                        | Việt Nam | Không quân Nhân dân Việt Nam | 8 (có 6 chiếc F-4 và F-8)                                                                     | MiG-17, MiG-21          |
| Nguyễn Hồng Nhị                      | Việt Nam | Không quân Nhân dân Việt Nam | 8                                                                                             | MiG-21                  |
| Phạm Thanh Ngân                      | Việt Nam | Không quân Nhân dân Việt Nam | 8                                                                                             | MiG-17, MiG-21          |
| Đặng Ngọc Ngự                        | Việt Nam | Không quân Nhân dân Việt Nam | 7 (có 1 F-4C và 2 F-4E)                                                                       | MiG-21                  |
| Nguyễn Văn Bảy (Bảy A)               | Việt Nam | Không quân Nhân dân Việt Nam | 7                                                                                             | MiG-17                  |
| Lê Hải                               | Việt Nam | Không quân Nhân dân Việt Nam | 6                                                                                             | MiG-17                  |
| Lê Thanh Đạo                         | Việt Nam | Không quân Nhân dân Việt Nam | 6                                                                                             | MiG-21                  |
| Lưu Huy Chao                         | Việt Nam | Không quân Nhân dân Việt Nam | 6                                                                                             | MiG-17                  |
| Nguyễn Đăng Kính                     | Việt Nam | Không quân Nhân dân Việt Nam | 6 (có 1 EB-66E)                                                                               | MiG-21                  |
| Nguyễn Đức Soát                      | Việt Nam | Không quân Nhân dân Việt Nam | 6                                                                                             | MiG-21                  |
| Nguyễn Ngọc Độ                       | Việt Nam | Không quân Nhân dân Việt Nam | 6                                                                                             | MiG-21                  |
| Nguyễn Nhật Chiêu                    | Việt Nam | Không quân Nhân dân Việt Nam | 6                                                                                             | MiG-17, MiG-21          |
| Nguyễn Tiến Sâm                      | Việt Nam | Không quân Nhân dân Việt Nam | 6                                                                                             | MiG-21                  |
| Vũ Ngọc Đỉnh                         | Việt Nam | Không quân Nhân dân Việt Nam | 6 (3 chiếc F-105D, 1 chiếc F-4D và 1 chiếc trực thăng MH-53, 1 chiếc tác chiến điện tử EB-66) | MiG-21                  |
| Đại úy Charles B. "Chuck" DeBellevue | Hoa Kỳ   | Không quân Hoa Kỳ            | 6                                                                                             | F-4D/E                  |
| Lê Quang Trung                       | Việt Nam | Không quân Nhân dân Việt Nam | 5                                                                                             | MiG-17, MiG-21          |
| Nguyễn Văn Nghĩa                     | Việt Nam | Không quân Nhân dân Việt Nam | 5                                                                                             | MiG-21                  |
| Thượng úy Nguyễn Phi Hùng            | Việt Nam | Không quân Nhân dân Việt Nam | 5                                                                                             | MiG-17                  |
| Thượng úy Võ Văn Mẫn                 | Việt Nam | Không quân Nhân dân Việt Nam | 5                                                                                             | MiG-17                  |
| Trung úy Randy Cunningham            | Hoa Kỳ   | Hải quân Hoa Kỳ              | 5                                                                                             | F-4                     |
| Trung úy William P. Driscoll         | Hoa Kỳ   | Hải quân Hoa Kỳ              | 5                                                                                             | F-4J                    |
| Đại úy R. Stephen Ritchie            | Hoa Kỳ   | Không quân Hoa Kỳ            | 5                                                                                             | F-104, F-4              |
| Đại úy Jeffrey S. Feinstein          | Hoa Kỳ   | Không quân Hoa Kỳ            | 5                                                                                             | F-4                     |